# Santa Maria de Sixena
El Reial monestir de Santa Maria de Sixena (en castellà: Real Monasterio de Santa María de Sigena) és un monestir d'estil cistercenc del segle xii situat en el terme municipal de Vilanova de Sixena (Monegres, Osca) fet construir per Sança de Castella (reina consort d'Alfons el Cast) com a monestir destinat a religioses hospitalàries. Va ser fundat com a monestir femení de l'orde de Comanadores de Sant Joan de Jerusalem el 23 d'abril de 1188.
Abandonat durant les desamortitzacions espanyoles de 1835, fou atacat durant la Guerra Civil espanyola i una gran part del seu patrimoni fou greument malmesa. Part del patrimoni que es va recuperar està dividit entre diversos museus, que inclouen el Museu de Saragossa, el Museu Diocesà de Lleida i el Museu Nacional d'Art de Catalunya. Actualment és en curs un conflicte legal sobre la titularitat dels béns exhibits en aquests museus.

## Història

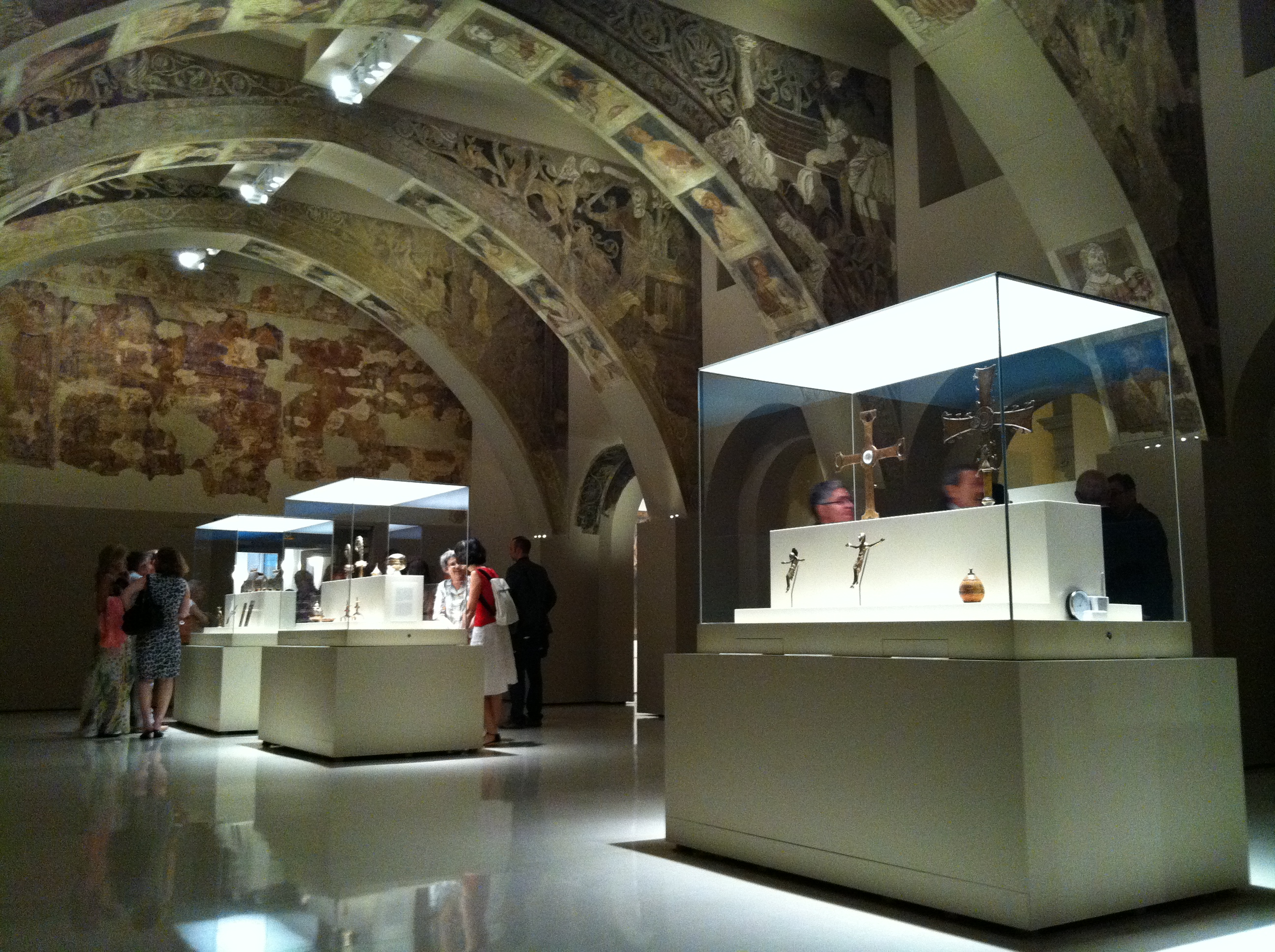
Pintures restaurades i exhibides al MNAC

### Fundació
Fou fundat el 1188 per Sança de Castella, muller del comte de Barcelona i rei d'Aragó Alfons el Cast, com a monestir de l'orde de Sant Joan de Jerusalem: fou el primer de la branca femenina d'aquest orde. En quedar viuda, la reina Sança s'hi va recloure i hi fou sepultada quan va morir el 1208. El fill comú d'ambdós, Pere el Catòlic, també escollí Sixena com a lloc d'enterrament.
Aviat es va formar una comunitat amb tres classes o estaments: sorores o domne (religioses claustrals), iuniores (nenes educades per les religioses, que vivien en el monestir) i mitja creu (religioses i servidores de la comunitat). Les abadesses del monestir fins a 1292 van ser Ozenda de Lizana, Urraca de Entenza, Toda Ortiz, Elisenda de Querol i Inés de Benavente. Teresa Jiménez de Urrea va ser-ne priora des de 1292 fins a 1321 i va ser succeïda per la infanta Blanca, filla del rei Jaume II d'Aragó.
Intervingut al segle xiii, va començar un nou declivi econòmic, fins que el 1298 Jaume el Conqueridor el va prendre sota la seva empara, amb el qual es va inaugurar una nova època d'esplendor. Durant el priorat de Blanca d'Aragó, en la primera meitat del segle xiv, el monestir s'enriquirà amb tapissos, retaules, pintures i altres mobles i objectes d'art. En el llarg interregne que va tancar el Compromís de Casp el 1412, les «propietàries» de Sixena van prendre partit pel comte Jaume d'Urgell, per la qual cosa la dinastia Trastàmara, que res tenia a veure amb la dinastia fundadora, es va oblidar de Vilanova de Sixena en arribar al poder.
Durant els segles xvi i xvii es va mantenir la vida monàstica, regulada el 1588 amb l'aprovació del Libro Consueta o Tercera Regla, una adaptació de la regla redactada per a aquest monestir el 1188 pel bisbe d'Osca, Ricardo. En aquells anys Sixena ja no era ni arxiu reial ni cort, i fins i tot durant els segles xvii i XVIII va desaparèixer-hi la vida comunal.

### Desamortitzacions i guerra civil
La Desamortització de 1835 li va privar de la major part dels seus béns i la comunitat va ser obligada a abandonar el monestir, encara que hi van tornar alguns anys més tard, moment en el qual es van executar algunes obres de reconstrucció. El 1923 el monestir fou declarat Monument historicoartístic.
Entre finals de juliol i principis d'agost de 1936, enmig d'un ambient anticlerical durant Guerra Civil espanyola, el monestir va ser incendiat per veïns del poble, tal com demostren moltes fonts bibliogràfiques i documentals. Cal destacar, en primer lloc, el testimoni en primera persona de l’historiador local Julio Arribas Salaberri; els documents relatius a Vilanova de Sixena de la Causa General franquista, donats a conèixer i extractats per Martín Ibarra; o l’enquesta tramesa pel bisbat de Lleida als diferents rectors de les parròquies de la diòcesi, entre altres. A l’expedient de Vilanova de Sixena conservat a la Causa General hi ha un document, el qual va signar l’alcalde i el secretari de l’Ajuntament, que presenta com a culpables de l’incendi i la destrucció del monestir els membres del Comitè local, tot afegint que hi van col·laborar «la casi mayoría de vecinos». Moltes obres d'art van ser destruïdes o saquejades i les tombes dels reis d'Aragó van ser profanades.

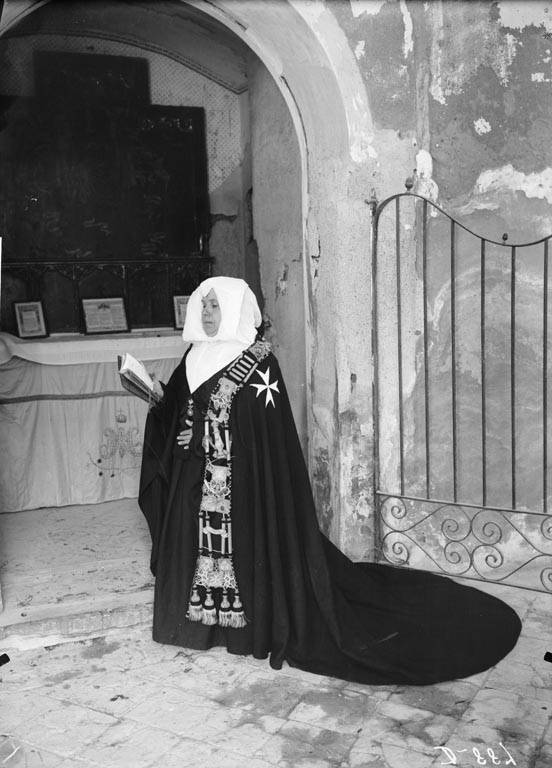
La mare abadessa del monestir de Santa María de Sixena llegint (1907)

### Noves inquilines
Des de 1950 s'han dut a terme obres de reconstrucció a l'església, refetor, sala capitular i claustre. Després del franquisme, el monestir fou abandonat per les monges de Sant Joan de Jerusalem a principis de la dècada de 1980, però el 1985 s'hi va instal·lar un grup de religioses de les Germanes de Betlem i de l'Assumpció de la Verge, que actualment l'habiten.

## Descripció

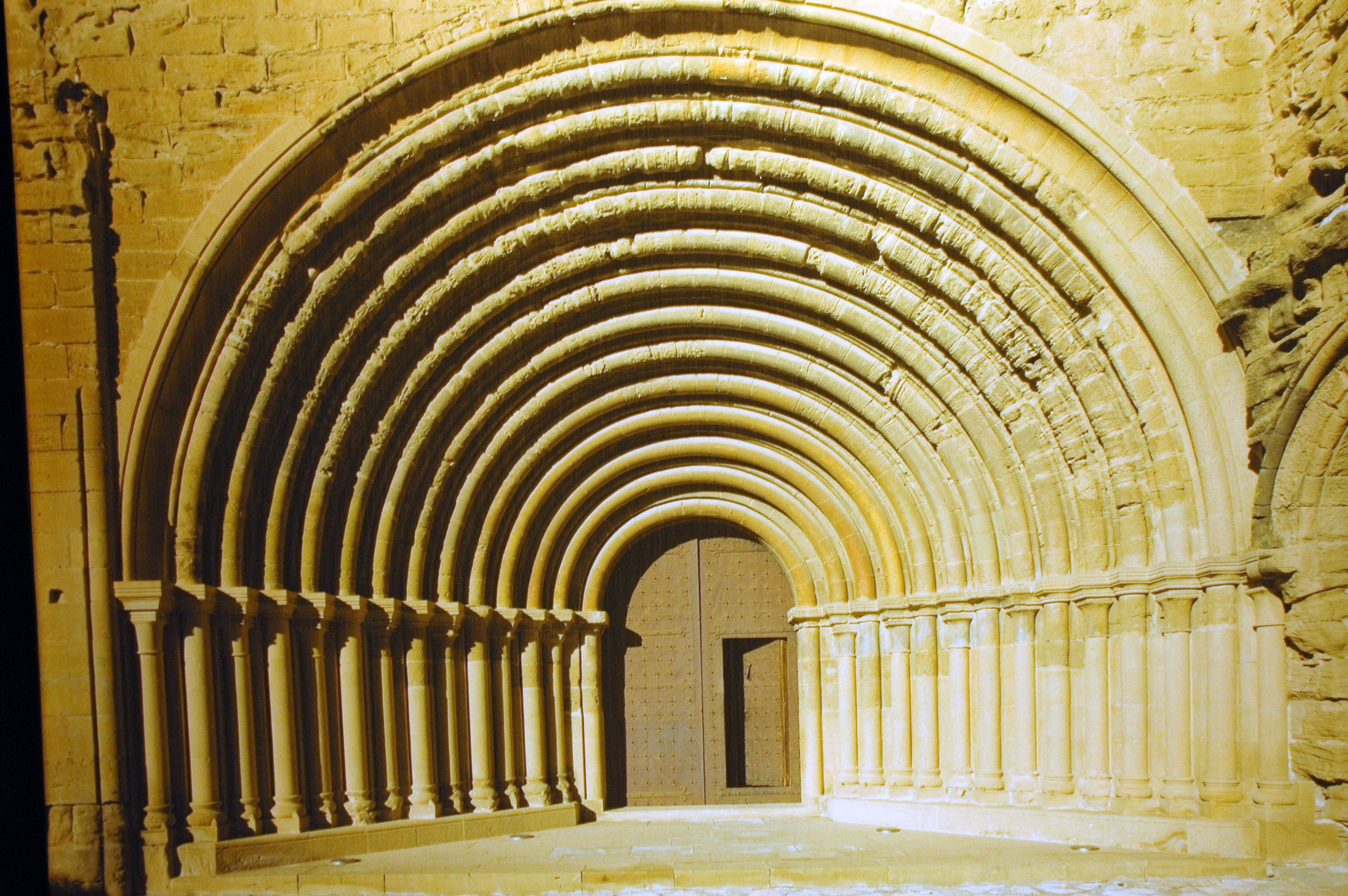
Portalada amb 14 arquivoltes

Del conjunt medieval originari solament queden en peus el temple i altres dependències. A la plaça del monestir s'aixequen la casa d'hostes, les ruïnes del palau prioral i l'església. A l'exterior d'aquesta última destaca la portalada, d'estil romànic, i al seu costat, un arcosoli avui buit. La torre de senyals va ser edificada al segle xii i al seu costat s'aixeca una sòlida torrassa rectangular, de pedra, de l'antiga fortificació. En la capçalera es poden observar dos absis —el central i el del costat de l'Epístola— i l'exterior del panteó de les religioses, del segle xviii.
L'interior del temple, avui buit, té planta de creu llatina, una nau, un ampli creuer i tres capelles absidials en la capçalera. Es cobreix per voltes de canó apuntades sobre arcs i el creuer ho fa amb una volta de creueria. Queden encara algunes restes de les pintures que van decorar-ne els murs. El panteó reial s'aixeca en el costat esquerre del creuer. De traça romànica, acull les tombes de pedra arenisca de la reina Sança de Castella (esposa d'Alfons II d'Aragó) i dels seus fills, el rei Pere el Catòlic, la infanta Dolça i la comtessa Elionor d'Aragó. El cor ocupa els tres últims trams del cos de l'església, però ara és al revés, i se separava de la resta del temple per un monumental parament barroc.
El claustre és la part més ruïnosa del conjunt i el seu aspecte actual és fruit de la reconstrucció duta a terme per Fernando Chueca Goitia el 1974. Es troba en peus la nau paral·lela a l'església i la meitat de la qual dona accés a la sala capitular, de la qual es van extreure les pintures el 1936 per a la seva protecció durant la Guerra Civil després de ser incendiat el monestir, i que es conserven en el Museu Nacional d'Art de Catalunya, a Barcelona. L'antic refetor serveix en l'actualitat com a capella de la comunitat. De la resta de dependències cal citar les restes dels dormitoris de les religioses i del palau prioral.

## Patrimoni
El monestir està construït amb una base romànica a la qual es van anar afegint elements arquitectònics propis del Cister i elements mudèjars, com els sostres. Cal destacar-ne la impressionant portada amb 14 arquivoltes.

### Col·lecció artística

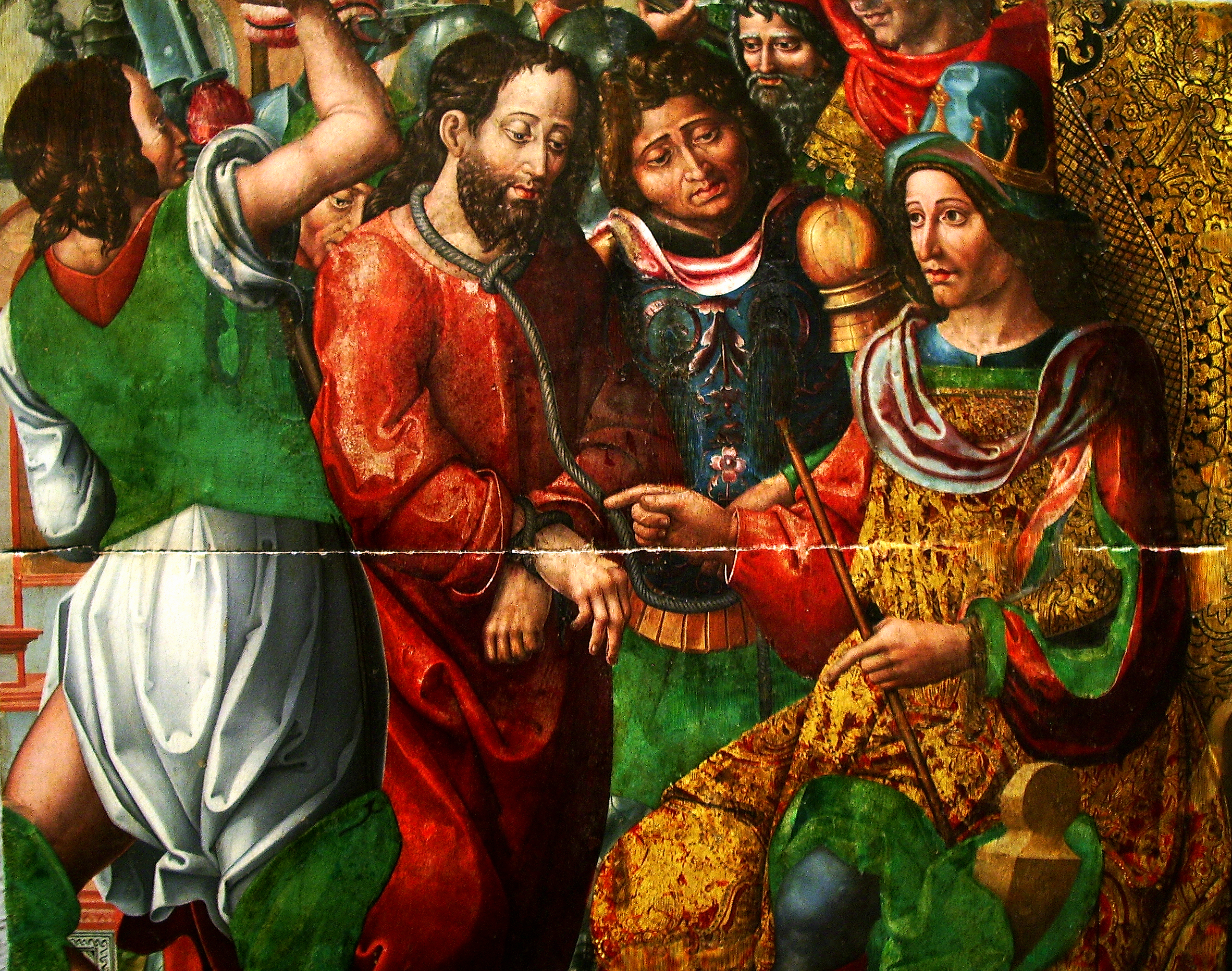
Crist davant d'Herodes, Mestre de Sixena, Museu de Saragossa

Després dels fets d'agost de 1936, les pintures de la sala capitular van ser arrencades per Josep Gudiol i Ricart. Un cop acabada la Guerra civil van ser traslladades al Museu d'Art de Catalunya: en part, havien desaparegut i la capa de colors s'havia perdut, però així i tot, les restes de les pintures murals són un dels millors exemples de la pintura de transició entre el romànic i el gòtic.
D'altres elements, singularment el tron pintat de l'abadessa, es conserven al Museu Diocesà i Comarcal de Lleida. Aquest patrimoni traslladat és objecte actualment d'una disputa judicial entre diòcesis, avalada políticament des de la Generalitat de Catalunya i la Diputació General d'Aragó. El portapau i altres peces d'orfebreria també són al MNAC. El mes d'abril de 2015 un jutge d'Osca va declarar-ne la compra nul·la.
El retaule de la Verge és una obra de pintura al tremp sobre taula realitzada entre 1367 i 1381 per un mestre anònim que s'ha identificat amb Pere Serra o amb Jaume Serra. Actualment es conserva en el Museu Nacional d'Art de Catalunya.

### Tombes reials

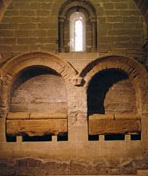
Tombes reials de Sixena

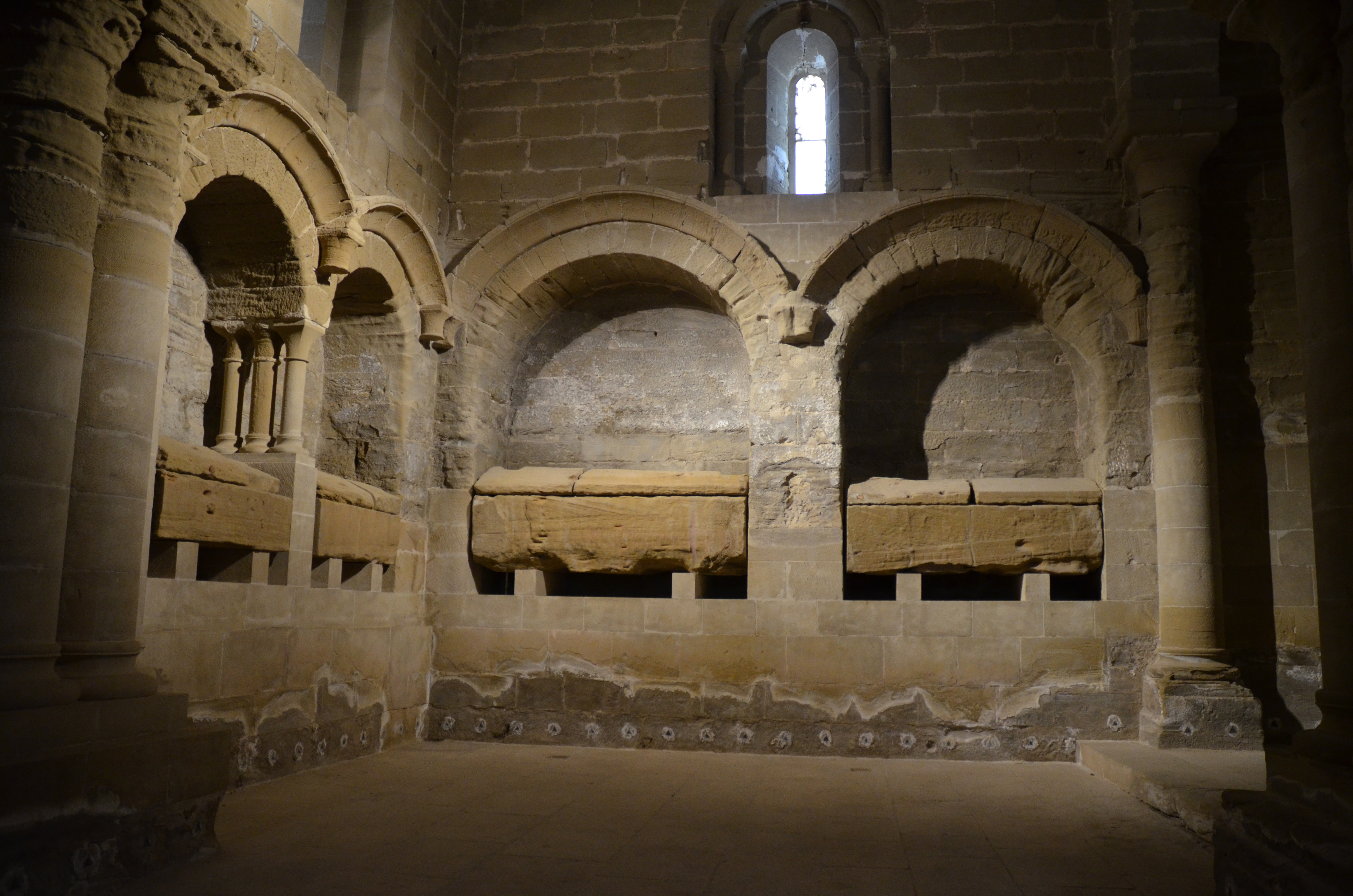
Monestir hospitaler de Sixena. Tombes reials, 2013.

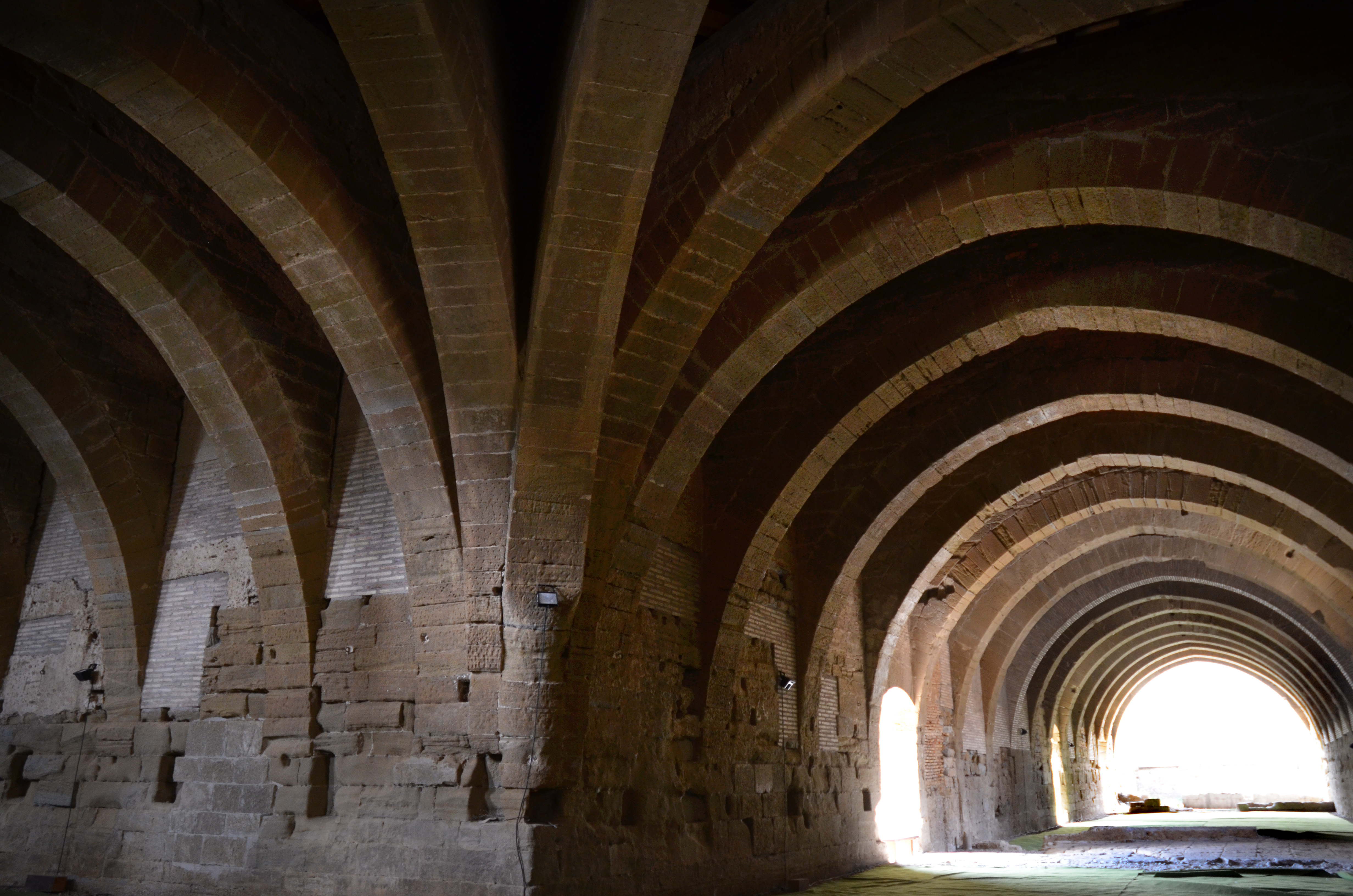
Monestir santjoanista de Sixena, interior, 2013.

S'hi conserven les tombes de Sança de Castella, muller d'Alfons el Cast, comte de Barcelona i rei d'Aragó; i de Pere el Catòlic, comte de Barcelona i rei d'Aragó.

### Arxiu
Els documents del monestir conservats fins als nostres dies es troben en l'Arxiu Històric Provincial d'Osca, on van ingressar el 1941. La documentació està constituïda per pergamins, llibres i lligalls, datats entre 1173 i 1923, que reflecteixen la història del monestir, el seu funcionament i la vida quotidiana de les monges, mitjançant privilegis concedits al monestir, testaments, escriptures notarials, vendes, donacions, etc. Cal destacar la sèrie d'expedients de neteja de sang (segles XVII-XVIII) exigits a les futures monges abans del seu ingrés en el monestir. També existeixen llibres que descriuen documents del convent gràcies als quals es coneixen, molts dels quals no s'han conservat. L'arxiu del monestir va albergar també documents dels reis d'Aragó des del regnat de Jaume el Conqueridor fins a 1308, any en què es decideix el seu trasllat al monestir de Sant Joan de Jerusalem a Barcelona.

## Conflicte sobre els béns del monestir de Sixena
Part de la col·lecció patrimonial del monestir es troba repartida entre el Museu Diocesà de Lleida i el Museu Nacional d'Art de Catalunya, i hi ha un conflicte vigent sobre la titularitat del conjunt patrimonial i la idoneïtat o no de retornar-lo al seu lloc originari. Per exemple, Les pintures murals són al MNAC amb un comodat -un préstec indefinit- signat durant els anys 1960 per la comunitat de monges. El 1992 les monges van signar un nou document on mostraven la voluntat que la cessió es convertís en donació, però el procés va quedar enlaire perquè les monges van morir mentre s'esperava el permís definitiu de la Santa Seu. Les monges actuals van interposar una demanda formal perquè els béns fossin restituïts, i van cedir al govern aragonès els permisos necessaris perquè ells executessin les gestions legals necessàries per a tal fil. L'any 2013 el govern d'Aragó va reclamar les pintures a la Generalitat de Catalunya. Els principals arguments de la Generalitat perquè les obres continuïn a Catalunya són la usucapió i la bona fe amb la qual, segons el conseller de Cultura Ferran Mascarell, se'n va dur a terme el trasllat. El 2014 el govern aragonès va interposar una demanda contra el Ministeri de Cultura, la Generalitat i el MNAC. Un jutge va donar la raó al govern aragonès i va demanar el retorn de les obres abans del 25 de juliol de 2016.
A final de 2019 l'Ajuntament de Vilanova de Sixena va reclamar embargar els béns dels exconsellers de Cultura de la Generalitat de Catalunya, Santi Vila i Lluís Puig, perquè no havien pagat la fiança ordenada pel jutge.
El 21 de juliol de 2020, les monges de la comunitat de Betlem que habitaren el monestir durant dècades es veieren obligades a marxar-ne davant l'impossibilitat de dur una vida amagada en una vocació de silenci des que el monestir obrí al públic per visitar les obres traslladades des del museu de Lleida. La plataforma Sijena Si, qui treballà pel trasllat de les obres des de Lleida, es limità a agrair a les monges la seva presència durant 35 anys.

### Argumentació aragonesa
El govern aragonès argumenta que les obres de Sixena presents en museus catalans es van adquirir de manera il·lícita i reclama que tot el conjunt torni a Sixena. El Jutjat de Primera Instància d'Osca va emetre el 8 d'abril de 2015 una sentència en què declarà nul·les de ple dret les vendes dels béns del monestir i va ordenar el retorn del patrimoni artístic a l'Aragó. La jutgessa recorda a la interlocutòria que el conjunt moble i immoble de béns va ser declarat Monument Nacional el 1923 i que, per tant, la seua venda havia de ser comunicada obligatòriament al govern central. D'altra banda, l'advocat de Sixena assenyala que la comissió enviada per la Generalitat al poble el 1936 actuà il·legítimament i il·legalment fora del territori català.

### Argumentació catalana
Les institucions catalanes argumenten que les adquisicions es van fer de manera lícita i que l'espai no compleix les necessitats bàsiques per a la correcta conservació del conjunt patrimonial. El febrer de 2016 la Generalitat va blindar la sortida de les obres de Catalunya sense l'autorització expressa del conseller de Cultura, Santi Vila, i els tècnics del Departament de Cultura argumenten que el conjunt patrimonial pot patir danys irreversibles en cas de trasllat.
El 5 de juliol de 2016 el Parlament de Catalunya va argumentar al seu butlletí oficial que les diverses col·leccions museogràfiques la propietat legal de les quals es qüestiona des de diferents instàncies de la Comunitat d'Aragó són béns adquirits legítimament d'acord amb les recomanacions dels organismes museístics internacionals, ja sigui mitjançant compra o dipòsit dels seus titulars, i cap sentència ferma no ho ha qüestionat. També diu que és deure de qualsevol govern conservar el patrimoni cultural del seu país. Els béns del monestir de Sixena conservats al Museu de Lleida i al MNAC estan inclosos en el Catàleg del Patrimoni Cultural Català i, per tant, es troben sota la protecció de la Llei de Museus (1990) i la Llei de Patrimoni Cultural Català (1993) de la Generalitat. La Generalitat té atribuïda la competència exclusiva en matèria de protecció del patrimoni cultural català, de conformitat amb la constitució espanyola, l'article 127 de l'Estatut d'Autonomia i les lleis aprovades en desenvolupament d'aquesta competència ja esmentades.